# Claudia Rodríguez de Guevara
Claudia Juana Rodríguez de Guevara (1980 o 1981) è una politica salvadoregna, Presidente ad interim di El Salvador dal 1º dicembre 2023 al 1º giugno 2024, e prima donna a ricoprire tale incarico.

## Biografia
Ha studiato amministrazione aziendale senza però laurearsi e possiede il titolo di contabile presso la Corporación de Contadores de El Salvador.
Il 18 marzo 2022 viene nominata segretaria privata dell'allora presidente Nayib Bukele.
Il 30 novembre 2023, l'Assemblea legislativa di El Salvador, a seguito della concessione al Presidente Nayib Bukele di una licenza di 6 mesi per concentrarsi sulla campagna elettorale per le elezioni del 2024, ha accettato la nomina di Rodriguez de Guevara a presidente ad interim, fino alla successiva inaugurazione presidenziale.